# Ceratoneuronella rufobasalis
Ceratoneuronella rufobasalis är en stekelart som beskrevs av Girault 1915. Ceratoneuronella rufobasalis ingår i släktet Ceratoneuronella och familjen finglanssteklar. Inga underarter finns listade i Catalogue of Life.